# 1954 у літературі

## Нагороди
- Нобелівську премію з літератури отримав американський письменник Ернест Хемінгуей.

У Югославії започатковано та вперше вручено найпрестижнішу літературну премію Республіки — премію журналу НІН.

## Народились
- 22 березня — Паскаль Роз — французька письменниця, романістка.

## Померли
- 20 жовтня — Абель Аларкон, болівійський політик, юрист, письменник, поет і перекладач.

## Нові книжки
- Айзек Азімов — Сталеві печери
- Володар перснів: Братство Персня — роман у жанрі «фентезі», який написав філолог та професор Оксфордського університету Джон Рональд Руел Толкін, перша книга з трилогії «Володар перснів».
- Вільям Голдінг. Володар мух.
- Живи і дай померти
- Кінь та його хлопчик
- Мейдзін
- Час жити і час помирати
- Штіллер
- Я — легенда